# Popricani, Iași
Popricani este satul de reședință al comunei cu același nume din județul Iași, Moldova, România.

## Legături externe
Materiale media legate de Popricani la Wikimedia Commons